# چگونه اژدهای خود را تربیت کنیم (فیلم ۲۰۲۵)
چگونه اژدهای خود را تربیت کنیم (انگلیسی: How to Train Your Dragon) یک فیلم فانتزی ماجراجویی آمریکایی محصول ۲۰۲۵ است که اقتباسی لایو-اکشن از فیلم پویانمایی سال ۲۰۱۰ محصول دریم‌ورکس انیمیشن به‌شمار می‌رود و مبتنی بر کتابی به همین نام چاپِ سال ۲۰۰۳ اثر کرسیدا کوول است. این فیلم به‌وسیلهٔ مارک پلت پروداکشنز ساخته شده و به‌وسیلهٔ یونیورسال پیکچرز توزیع شد، و نویسندگی، تهیه‌کنندگی و کارگردانی آن بر عهدهٔ دین دبلوا است که نویسنده و کارگردان سه‌گانه سینمایی پویانمایی نیز بوده است. در این فیلم میسون تیمز، نیکو پارکر، گابریل هاول، جولین دنیسون، برانوین جیمز، هری تروالدوین، پیتر سرافیناویچ و نیک فراست به ایفای نقش می‌پردازند و جرارد باتلر نیز نقش پیشین خود از فیلم‌های پویانمایی را بازی می‌کند.
برنامه‌های ساخت نسخهٔ لایو-اکشن چگونه اژدهای خود را تربیت کنیم در فوریه ۲۰۲۳ اعلام شد و دین دبلوا، پس از هدایت سه‌گانهٔ انیمیشنی، بار دیگر برای نویسندگی، کارگردانی و تهیه‌کنندگی بازگشت. جان پاول که در ساخت موسیقی متن سه‌گانه نیز نقش داشت، دوباره برای آهنگ‌سازی این فیلم انتخاب شد. میسون تیمز و نیکو پارکر تا مه ۲۰۲۳ به تیم بازیگری پیوستند و در ژانویه ۲۰۲۴ اطلاعات بیشتری دربارهٔ بازیگران منتشر شد. فیلم‌برداری همان ماه در بلفاست، ایرلند شمالی آغاز شد و در ماه مه به پایان رسید.
چگونه اژدهای خود را تربیت کنیم در ۲ آوریل ۲۰۲۵ در انجمن ملی صاحبان سینما به نمایش درآمد و در ۱۳ ژوئن ۲۰۲۵ توسط یونیورسال پیکچرز در ایالات متحده منتشر گردید. این فیلم نقدهای عمدتاً مثبتی از منتقدان دریافت کرد و ۶۱۸٫۳ میلیون دلار در جهان فروش داشت و پنجمین فیلم پرفروش ۲۰۲۵ شد. دنبالهٔ آن قرار است در ۱۱ ژوئن ۲۰۲۷ منتشر شود.

## داستان
اژدهاها به‌طور مداوم به روستای وایکینگی «برک» حمله می‌کنند، دام‌ها را می‌دزدند و جان اهالی را به خطر می‌اندازند. هیکاپ هورنِندس هدُک سوم، پسر شانزده‌سالهٔ رئیس قبیله استویک بزرگ، سعی دارد با اختراعات مکانیکی ضعف‌های جسمی‌اش را جبران کند. در یکی از حمله‌ها، هیکاپ با پرتاب‌گر بولاس، یک اژدهای نادر به نام نایت فیوری را هدف قرار می‌دهد، اما کسی حرفش را باور نمی‌کند. او برای اثبات خودش، به‌دنبال اژدها می‌رود تا آن را بکشد؛ ولی وقتی موجود زخمی و ناتوان را می‌بیند، با دلسوزی او را آزاد می‌کند. شگفت‌زده می‌شود وقتی می‌بیند اژدها جانش را می‌بخشد.
در همین حال، استویک ناوگانش را برای نابودی آشیانهٔ اژدهاها بسیج می‌کند. پیش از رفتن، با توصیهٔ دوست صمیمی‌اش و آهنگر محلی گابر باددار، هیکاپ را به کلاس آموزش مبارزه با اژدها برای نوجوانان ثبت‌نام می‌کند—همراه با فیش‌لگز، اسنات‌لاوت، راف‌نات و تاف‌نات و علاقه‌مند عاشقانهٔ هیکاپ، استرید. هیکاپ در کلاس مسخره می‌شود و سختی می‌کشد. او دوباره به جنگل برمی‌گردد و نایت فیوری را در دره‌ای گیر افتاده می‌یابد؛ اژدها به‌خاطر قطع شدن بخشی از باله‌اش نمی‌تواند پرواز کند. هیکاپ با او دوست می‌شود، نامش را توثلس می‌گذارد، و برایش مهار، زین و بالهٔ مصنوعی می‌سازد تا بتواند با راهنمایی خودش دوباره پرواز کند. در این مسیر، هیکاپ رفتار اژدهاها را بهتر می‌فهمد و از آن‌ها برای مهار اژدهایان اسیر در کلاس استفاده می‌کند. مردم تحت تأثیر قرار می‌گیرند، اما استرید مشکوک می‌شود.
ناوگان استویک هنگام جستجو برای آشیانه دچار خسارت می‌شود و به برک برمی‌گردد. هیکاپ درمی‌یابد که باید در امتحان نهایی‌اش یک اژدها را بکشد، و تصمیم می‌گیرد با توثلس فرار کند، اما استرید آن‌ها را پیدا می‌کند. هیکاپ برای نشان دادن بی‌آزاری توثلس، او را سوار بر اژدها می‌کند. طی این پرواز، توثلس به آشیانهٔ عظیم اژدهاها جذب می‌شود؛ جایی که اژدهایی غول‌پیکر به نام مرگ سرخ دیگر اژدهاها را مجبور به تغذیه‌اش می‌کند تا خود خورده نشوند. هیکاپ درمی‌یابد حمله‌های اژدهاها برای زنده ماندن است. استرید می‌خواهد مردم را مطلع کند، اما هیکاپ برای حفظ توثلس مخالفت می‌کند.
در امتحان نهایی، هیکاپ با اژدهایی اسیر از نوع کابوس هیولایی روبه‌رو می‌شود. به‌جای کشتنش، سعی دارد نشان دهد اژدهاها می‌توانند مسالمت‌آمیز باشند، اما استویک به‌اشتباه آن را خشمگین می‌کند و توثلس برای نجات هیکاپ از مخفی‌گاه بیرون می‌پرد. استویک پس از فهمیدن ماجرا، توثلس را اسیر و هیکاپ را طرد می‌کند، و با استفاده از اژدها مسیر آشیانه را پیدا می‌کند. استرید به هیکاپ یادآوری می‌کند که کاری که کرد از روی دلسوزی بود نه ترس، و او را به جمع‌آوری نوجوانان برای رام کردن اژدهایان آموزش‌دیده تشویق می‌کند. همه با هم برای کمک به ناوگان رهسپار می‌شوند.
در آشیانه، استویک و ناوگانش دروازه را می‌شکنند و مرگ سرخ از خواب بیدار شده و به آن‌ها حمله می‌کند. سوارکاران اژدها سر می‌رسند تا حواس او را پرت کنند، در حالی‌که هیکاپ برای آزادسازی توثلس از کشتی در حال غرق مبارزه می‌کند. استویک هر دوی آن‌ها را از غرق شدن نجات می‌دهد و با پسرش آشتی می‌کند. هیکاپ و توثلس اژدها را به پرواز می‌کشند، غشای بال‌هایش را زخمی می‌کنند و درونش را به آتش می‌کشند؛ در نتیجه، آن را وادار به سقوط و انفجار می‌کنند. دم مرگ سرخ هنگام سقوط به هیکاپ برخورد می‌کند و او به درون آتش‌بار پرتاب می‌شود. با وجود نجاتش توسط توثلس، هیکاپ پای چپش را از دست می‌دهد.
با نابودی تهدید مرگ سرخ، اهالی برک با اژدهاها به‌صورت مسالمت‌آمیز زندگی می‌کنند. گابر برای هیکاپ و توثلس اعضای مصنوعی می‌سازد. هیکاپ حالا مورد احترام مردم قرار گرفته و رابطه‌ای عاشقانه با استرید آغاز می‌کند.

## بازیگران
- میسون تیمز در نقش هیکاپ هورنِندس هدُک سوم؛ پسر ۱۶ ساله و دست‌پاچهٔ استویک بزرگ
- نیکو پارکر در نقش استرید هوفرسون؛ علاقه‌مند عاشقانهٔ هیکاپ و هم‌کلاسی‌اش در کلاس آموزش مبارزه با اژدها
- جرارد باتلر در نقش استویک بزرگ؛ رئیس قبیلهٔ برک و پدر هیکاپ (نقش خود را از نسخهٔ انیمیشن تکرار کرده)
- نیک فراست در نقش گابر باددار؛ آهنگر قبیله، بهترین دوست و مشاور استویک و مربی جوانان در آموزش نبرد با اژدها[۵]
- گابریل هاول در نقش اسنات‌لاوت یورگنسون؛ رقیب همیشگی هیکاپ
- جولین دنیسون در نقش فیش‌لگز اینگرمن؛ بهترین دوست هیکاپ
- برانوین جیمز در نقش راف‌نات تورستون؛ خواهر دوقلوی تاف‌نات
- هری تروالدوین در نقش تاف‌نات تورستون؛ برادر دوقلوی راف‌نات
- پیتر سرافیناویچ در نقش اسپایت‌لاوت یورگنسون؛ پدر اسنات‌لاوت و معاون فرماندهی استویک
- روث کاد در نقش فِلِگما بی‌باک؛ یکی از اعضای قبیله
- نائومی ویرتنر در نقش گوتی؛ سالخوردهٔ خردمند قبیله
- موری مک‌آرتور در نقش هورک؛ از اهالی قبیله
- آندریا وِر در نقش برن‌هارت؛ از اعضای قبیله
- آنا لیونگ بروفی در نقش رِچا؛ از اهالی قبیله
- مارکوس اُنیلود در نقش اسنُرتی؛ از اعضای قبیله
- پیتر سلوود در نقش دروئل؛ عضو قبیله
- دنیل-جان ویلیامز در نقش فانگی؛ از اهالی قبیله
- کیت کندی در نقش فِلَتولا؛ یکی از افراد قبیله
- سلینا جونز در نقش لوگی؛ عضو قبیله
- نیک کورن‌وال در نقش هورل؛ یکی از اهالی وایکینگ
- ساموئل جانسون در نقش اسکالدور؛ عضو قبیلهٔ وایکینگ

## تولید

### توسعه
در فوریهٔ ۲۰۲۳ گزارش شد که اقتباسی لایو-اکشن از سه‌گانهٔ پویانمایی چگونه اژدهای خود را تربیت کنیم محصول دریم‌ورکس انیمیشن در یونیورسال پیکچرز در حال ساخت است. این فیلم‌ها بر اساس مجموعه کتاب‌های به همین نام اثر کرسیدا کوول بودند. حضور دین دبلوا برای کارگردانی، نویسندگی و تهیه‌کنندگی دوباره و مارک پلت و آدام سیگل به‌عنوان تهیه‌کنندگان مشترک اعلام شد. در همان ماه، جان پاول اعلام کرد که قرار است موسیقی فیلم را بسازد. او پیش از این موسیقی سه‌گانه اصلی را ساخته بود.

### انتخاب بازیگران
در مهٔ ۲۰۲۳ اعلام شد که میسون تیمز و نیکو پارکر به ترتیب برای ایفای نقش هیکاپ و استرید انتخاب شدند. در ژانویه ۲۰۲۴، جرارد باتلر برای بازی در نقش استویک (که در فیلم‌های پویانمایی حضور داشت) انتخاب شد، و نیک فراست و جولین دنیسون به بازیگران پیوستند.

### فیلم‌برداری
نخست قرار بود تصویربرداری اصلی در ژوئیه ۲۰۲۳ در بلفاست، ایرلند شمالی آغاز شود اما به‌دلیل اعتصابات ۲۰۲۳ سگ-افترا به تعویق افتاد. پس از پایان اعتصابات، آزمون بازیگری برای دسامبر ۲۰۲۳ تعیین شد. برنامه‌ریزی برای شروع ساخت در میانه تا پایان ژانویه ۲۰۲۴ تعیین شد. فیلم‌برداری در ۱۵ ژانویه ۲۰۲۴ آغاز شد. بیل پوپ به عنوان فیلم‌بردار پروژه انتخاب شد.

## انتشار
چگونه اژدهای خود را تربیت کنیم توسط یونیورسال پیکچرز در ۱۳ ژوئن ۲۰۲۵ منتشر شد. این فیلم پیش‌تر برای انتشار در ۱۴ مارس ۲۰۲۵ تعیین شده بود، اما به‌دلیل اعتصابات ۲۰۲۳ سگ-افترا، تاریخ انتشار آن به تعویق افتاد.

## بازخورد

### گیشه
فیلم «چگونه اژدهای خود را تربیت کنیم» (۲۰۲۵) تاکنون ۶۲۳ میلیون دلار فروش داشته و با عبور از «چگونه اژدهای خود را تربیت کنیم ۲» (۶۲۱ میلیون دلار)، پرفروش‌ترین فیلم این مجموعه شده است.

### واکنش منتقدان
در وبگاه جمع‌آوری نقد راتن تومیتوز، ٪۷۶ از ۲۴۵ بررسی منتقدان مثبت است. اجماع این وبگاه چنین می‌نویسد: «با وفاداری عاشقانه به کلاسیک انیمیشنی و به کارگردانی دین دبلوا، چگونه اژدهای خود را تربیت کنیم شاید به نسخهٔ اولیه نرسد، اما همچنان درخشش و جذابیت خاص خود را دارد.» متاکریتیک به این فیلم امتیاز ۶۱ از ۱۰۰ داده است، که بر اساس ۴۳ نقد محاسبه شده و نشان‌دهندهٔ واکنش «عموماً مطلوب» از سوی منتقدان است.

## دنباله
در ۲ آوریل ۲۰۲۵ در انجمن ملی صاحبان سینما، یونیورسال پیکچرز اعلام کرد که نسخهٔ لایو-اکشن فیلم چگونه اژدهای خود را تربیت کنیم ۲ (۲۰۱۴) در حال توسعه است. این فیلم قرار است در ۱۱ ژوئن ۲۰۲۷ اکران شود.